# Hubina
Hubina (in ungherese Hubafalva) è un comune della Slovacchia facente parte del distretto di Piešťany, nella regione di Trnava.